# Vĩnh Tế, Vận Thành
34°51′53″B 110°26′33″Đ / 34,86472°B 110,4425°Đ
Vĩnh Tế (chữ Hán giản thể: 永济市, âm Hán Việt: Vĩnh Tế/Tể thị) là một thành phố cấp huyện thuộc địa cấp thị Vận Thành, tỉnh Sơn Tây, Cộng hòa Nhân dân Trung Hoa. Thành phố Vĩnh Tế có diện tích 1221,06 km², dân số năm 2002 là 430.000 người. Thành phố Vĩnh Tế có mã số bưu chính 044500, mã vùng điện thoại 0359. Thành phố Vĩnh Tế giáp Trung Điều Sơn về phía nam, phía tây giáp Hoàng Hà, đối diện Thiểm Tây qua sông. Tuyến đường sắt Đồng Bồ chạy qua thành phố này.

## Phân chia hành chính
Vĩnh Tế được chia thành 3 nhai đạo và 7 trấn:
- Nhai đạo: Thành Tây, Thành Bắc, Thành Đông.
- Trấn: Ngu Hương, Khanh Đầu, Khai Trương, Khảo Lão, Bồ Châu, Hàn Dương, Trương Doanh.